# ممدو دوکوره
ممدو دوکوره (انگلیسی: Mamadou Doucouré؛ زادهٔ ۲۱ مهٔ ۱۹۹۸) بازیکن فوتبال اهل فرانسه است.
از باشگاه‌هایی که در آن بازی کرده‌است می‌توان به باشگاه فوتبال پاری سن ژرمن اشاره کرد.
وی همچنین در تیم‌های ملی فوتبال زیر ۱۷ سال فرانسه بازی کرده‌است.